# Matthew Senreich
Matthew Senreich est un réalisateur, scénariste et producteur américain principalement connu pour son travail sur les séries qu'il a cocréée, Robot Chicken et SuperMansion

## Filmographie

### Réalisateur
- 2005-2008 : Robot Chicken (17 épisodes)
- 2006 : Straight Outta Lynwood
- 2006 : Al TV

### Scénariste
- 2005-2016 : Robot Chicken (125 épisodes)
- 2008 : Robot Chicken: Star Wars Episode II
- 2009 : Titan Maximum (9 épisodes)
- 2010 : Robot Chicken: Star Wars Episode III
- 2012 : Robot Chicken: DC Comics Special
- 2013 : Übermansion
- 2014 : Robot Chicken DC Comics Special II: Villains in Paradise
- 2015 : Robot Chicken DC Comics Special III: Magical Friendship
- 2015-2017 : SuperMansion (20 épisodes)
- 2016 : Star Wars Detours

### Acteur
- 2005-2016 : Robot Chicken : Flash et autres personnages (91 épisodes)
- 2009 : Titan Maximum : plusieurs personnages (2 épisodes)
- 2010 : Robot Chicken: Star Wars Episode III : un hippie et un rebelle
- 2011 : Stoopid Monkey
- 2012 : Star Wars: The Clone Wars : le barman (1 épisode)
- 2012 : Robot Chicken: DC Comics Special : Flash et autres personnages
- 2014 : Robot Chicken: DC Comics Special II: Villains in Paradise : Flash et autres personnages
- 2014 : The Moving Picture Co. 1914
- 2015 : Robot Chicken DC Comics Special III: Magical Friendship : Flash et Brainiac
- 2015 : SuperMansion : plusieurs personnages (5 épisodes)

### Producteur
- 2005-2016 : Robot Chicken (123 épisodes)
- 2007 : Robot Chicken: Star Wars
- 2008 : Robot Chicken: Star Wars Episode II
- 2009 : Titan Maximum (9 épisodes)
- 2010 : Control TV
- 2010 : Robot Chicken: Star Wars Episode III
- 2012 : Robot Chicken: DC Comics Special
- 2013 : Übermansion
- 2013 : Friendship All-Stars (10 épisodes)
- 2013-2017 : Les Simpson (2 épisodes)
- 2014 : The Team Unicorn Saturday Action Fun Hour! (1 épisode)
- 2014-2017 : The Grand Slams (27 épisodes)
- 2014 : Robot Chicken: DC Comics Sepcial II: Villains in Paradise
- 2014 : Fist-Man: Strongest of the Slab-Bodied Slab Lords
- 2014 : WWE Slam City (10 épisodes)
- 2015 : Lego Scooby-Doo (7 épisodes)
- 2015-2017 : SuperMansion (24 épisodes)
- 2016 : Monster Island
- 2016 : Toasty Tales
- 2016 : Hot Streets (1 épisode)
- 2017 : Buddy Thunderstruck (12 épisodes)
- 2018 : Changeland
- 2018 : Annette
- 2018 : I Feel Good
- 2018 : Widows